# Журавлёв, Андриян Лукич
Андриян Лукич Журавлёв (1913-1966) — старший сержант Рабоче-крестьянской Красной Армии, участник Великой Отечественной войны, Герой Советского Союза (1943).

## Биография
Родился в 1913 году в селе Жерлык (ныне — Минусинский район Красноярского края). Получил начальное образование. Проживал во Владивостоке, работал грузчиком Владивостокского торгового порта. В 1935 году Журавлёв был призван на службу в Рабоче-крестьянскую Красную Армию. Участвовал в боях на озере Хасан, на реке Халхин-Гол, в советско-финской войне. После окончания финской кампании был демобилизован.
В 1942 году Журавлёв повторно был призван в армию. С октября того же года — на фронтах Великой Отечественной войны. К августу 1943 года сержант Андриян Журавлёв командовал отделением сапёрного взвода 520-го стрелкового полка 167-й стрелковой дивизии 38-й армии Воронежского фронта. Отличился во время освобождения Сумской области Украинской ССР и битвы за Днепр.
20 августа 1943 года в районе села Великая Чернетчина Сумского района Журавлёв проделал проходы в проволочном заграждении и минных полях противника, дав возможность вести наступление стрелковым частям. Во время битвы за Днепр в районе села Вышгород Киевской области со своим отделением Журавлёв за четыре часа построил мост. 2 октября под вражеским огнём на пароме Журавлёв успешно переправлял на западный берег Днепра миномёты и орудия.
Указом Президиума Верховного Совета СССР от 13 ноября 1943 года сержант Андриян Журавлёв был удостоен высокого звания Героя Советского Союза с вручением ордена Ленина и медали «Золотая Звезда».
После окончания войны в звании старшего сержанта был демобилизован. Проживал в городе Белая Церковь Киевской области, скончался 31 марта 1966 года.
Был также награждён рядом медалей.